# Billy McKee
Billy McKee, född 12 november 1921 i Belfast, död 12 juni 2019 i Belfast, var en nordirländsk republikan som var medlem i IRA och senare ledare för Provisoriska IRA.

## Anslöt sig till IRA 1939
McKee föddes tidigt 1920-tal i Belfast och anslöt sig till IRA 1939. Under andra världskriget så utförde IRA ett antal attacker på Nordirland. McKee blev arresterad och fängslad till 1946 för sin roll i kampanjen. Under 1956 startade IRA ytterligare en kampanj mot det Brittiska styret på Nordirland. McKee blev fängslad igen och släpptes senare 1962. 
Efter frisläppandet blev han Officer Commanding, ungefär befälhavare, över IRAs Belfast brigad. Han avsade sig posten 1963, efter en dispyt med andra republikaner när McKee accepterade ett krav från Royal Ulster Constabulary om att han inte skulle vifta den Irländska flaggan under en marsch.  Han efterträddes av Billy McMillen
Under 1960-talet började McKee distansera sig ifrån IRA. Han ogillade organisationens växande marxistiska och socialistiska alternativ till väpnad kamp. McKee var även en troende katolik och var obekväm när kommunistiska idéer började spira inom den republikanska rörelsen.

## Splittringen av IRA
Under upploppen på Nordirland 1969 bröt flera kravaller ut mellan nationalister, lojalister och polisen (RUC). McKee var mycket kritisk till IRA:s misslyckande med att försvara katolska områden under denna period. Den 14 augusti 1969 försökte McKee, Joe Cahill och flera andra republikaner att ockupera ett hus på Kashmir Street för att kunna hålla RUC och lojalisterna borta. De misslyckades mycket tack vare de faktum att de inte hade några vapen och delar av Kashmir och Cupar Street blev nedbrända av lojalister. 
Efter upploppen anklagade McKee Billy McMillen, IRA:s OC(befälhavare) i Belfast, och den Dublin-baserade IRA-ledningen för att ha misslyckats med att få fram vapen, planera och inte sända tillräckligt mycket män för att försvara de katolska bostadsområdena. Den 22 september anlände McKee och flera andra IRA-män till ett möte McMillen anordnat beväpnade. De lyckades inte störta honom men de deklarerade att de inte längre skulle ta några order från den Dublinbaserade IRAledningen.  McKee var medlem i PIRAs första Provisional Army Council. 

## Provisoriska IRA
McKee blev även den första OC över Provisoriska IRAs Belfast Brigad.
Från början var det mycket strider mellan PIRA och OIRA men efter att PIRA snabbt fick övertaget lugnade sig striderna. Folket kände mer förtroende för PIRA efter deras lyckade försvar av katolska bostadsområden.
McKees försvar av katolska bostadsområden den 27 juni 1970 gav honom en hög status bland den lokala befolkningen. Upplopp bröt ut efter en marsch i Ardoyne av Oranieorden och skottstrider bröt ut. I dessa skottstrider dog tre lojalister men ingen republikan. För att hämnas detta förberedde lojalister en attack mot det svårförsvarade katolska området Short Strand i östra Belfast. McKee och hans män tog sina vapen och åkte direkt till området, där de positionerade sig i en kyrka. Efter fem timmars skottstrider var fyra protestanter och en republikan död och McKee var skadad. 
Den 15 april blev McKee gripen när den Brittiska armén visiterade honom och hittade en pistol. Han blev åtalad för innehav av vapen och Joe Cahill tog då över posten som OC för Belfast brigaden.
1972 ledde McKee en hungerstrejk för att få krigsfånge-status till PIRA-fångarna. Republikaner som blev internerade hade redan specialstatus, men inte de som fälldes för vanliga brott. När McKee var nära att dö genomförde britterna Special Category Status vilket var en krigsfångeliknande status. Britterna ville dock inte gå med på att officiellt gå med på PIRAs krav vilket var anledningen till att man döpte om den.
McKee släpptes den 4 september 1974 och återtog sin position som OC över Belfast brigaden. PIRA inledde ett eldupphör och McKee höll tillsammans med Ruarí Ó Brádaigh hemliga fredsförhandlingar i Derry med Northern Ireland Office.  Han talade även med en protestantisk pastor i Feakle i December 1974 där han uttryckte sin önskan att våldet skulle upphöra. 
Under samma period gav McKee klartecken till ett antal attacker riktade mot protestanter och republikanerna i OIRA. För detta fick han hård kritik av många medlemmar, bland annat Gerry Adams.

## Kritik mot långfredagsavtalet
Under senare år så har McKee, Brendan Hughes och Tommy McKearney varit kritiska mot långfredagsavtalet och mot förändringarna i Sinn Féin. 